# Angelosz Irén német királyné
Angelina Irén (Konstantinápoly, 1181 körül – 1208) német királyné, Hohenstaufen Fülöp sváb herceg felesége
Szülei: II. Izsák bizánci császár és első hitvese, Herina
Apai nagyszülei: Ángelosz Andronikosz dukász és Kastamonitissa Eufrozina
Iréné édestestvérei:
- Eufrozina, aki később zárdába vonult
- Alexiosz (1182 körül – 1204. február 8.), IV. Alexiosz néven bizánci császár 1203 augusztusától

Iréné féltestvérei (apja második házasságából, Magyarországi Margit bizánci császárnétól):
- János (1193 körül – 1259), áttelepült Magyarországra, s IV. Béla magyar király vazallusaként 1227-től 1242-ig birtokolta Bács és a Szerémség térségeit
- Mánuel (1195 után – 1212)

Iréné 1193-ban hozzáment a körülbelül 18 éves III. (Hauteville) Roger szicíliai társkirályhoz (Roger édesapja, Tankréd király megkoronáztatta fiát is), ám még abban az évben, december 24-én meg is özvegyült, gyermekük pedig nem született. 1194. február 20-án elhunyt Iréné apósa, Tankréd is, így a fiatal özvegynek már nem maradt az országban igazi pártfogója. 1194. december 29-én Irénét elfogták a Szicíliába betörő német csapatok, 1197. május 25-én pedig már a 19 éves Hohenstaufen Fülöp sváb herceg felesége lett. Új hazájában Iréné Angelina a németesebben hangzó Mária nevet kapta. 1195-ben Iréné apja trónfosztottá vált Bizáncban, ezért újdonsült vejétől, Fülöptől várta a katonai és diplomáciai támogatást hatalma visszaszerzéséhez. Iréné öccse, Alexiosz sok időt töltött Fülöp udvarában, hogy előkészíthesse a IV. keresztes hadjáratot. Iréné már ezen hadjárat korai szakaszára is igen jelentős politikai-diplomáciai befolyással volt, 1204-ben.
A kor egyik meghatározó irodalmi személyisége, Walther von der Vogelweide úgy jellemezte Irénét, mint: „a tövis nélküli rózsa” és „egy álnokság nélküli galamb”.
Fülöpnek és Irénének hét közös gyermeke született házasságuk 11 éve alatt:
- Beatrix (1198 áprilisa vagy júniusa – 1212. augusztus 11.), aki IV. Ottó német-római császár első felesége lett 1212-ben
- Kinga (1200? – 1248. szeptember 13.), ő 1224-től I. Vencel cseh király hitvese volt, akinek öt gyermeket (Ulászló, Ottokár, Beatrix, Ágnes és végül egy ismeretlen nevű leány) szült
- Mária (1201. április 3. – 1235. március 29.), ő 1215-től II. Henrik brabanti herceg első neje volt, akinek hat örököst (Henrik, Fülöp, Matilda, Beatrix, Mária és Margit) szült
- Erzsébet (1203 – 1235. november 5.), ő 1220-ban III. Ferdinánd kasztíliai király első felesége lett, akit 10 gyermekkel (Alfonz, Frigyes, Ferdinánd, Eleonóra, Berengária, Henrik, Fülöp, Száncsó, János Mánuel és Mária) ajándékozott meg
- Rajnald, aki még csecsemőként meghalt
- Frigyes, aki úgyszintén még csecsemőként elhunyt
- egy leánygyermek (1208. augusztus 27. – ?), aki születése után nem sokkal elhunyt, édesanyjával együtt, nyilván gyermekágyi láz következtében.

1208. június 21-én Iréné férjét, Fülöpöt politikai megfontolásból, orvul meggyilkolták, miközben hitvese már hét hónapos várandós volt. Az ismét magára maradt özvegyasszony a hohenstaufeni kastély védelmébe húzódva várta, hogy elérkezzen a szülés ideje. A számos megrázkódtatás ellenére az asszony meglepő módon nem vetélt el, hanem augusztus 27-én világra hozta hetedik gyermekét, egyben ötödik leányát, ám a szülés után néhány nappal mindketten meghaltak. Végső nyughelyük a Lorch apátság kolostorának hagyományos családi mauzóleuma lett, ám sírjuk mára teljesen elpusztult a történelem viharos évszázadainak eseményei folytán.
1. ↑  p70429.htm#i704284
2. ↑  Kindred Britain
3. ↑  p11428.htm#i114271, 2020. augusztus 7.
4. ↑  p70429.htm#i704284, 2020. augusztus 7.